# Сент-Этьен-де-Люгдарес (кантон)
Сент-Этье́н-де-Люгдаре́с (фр. Saint-Étienne-de-Lugdarès) — кантон во Франции, находится в регионе Рона — Альпы, департамент Ардеш. Входит в состав округа Ларжантьер.
Код INSEE кантона — 0816. Всего в кантон Сент-Этьен-де-Люгдарес входит 8 коммун, из них главной коммуной является Сент-Этьен-де-Люгдарес.

## Коммуны кантона

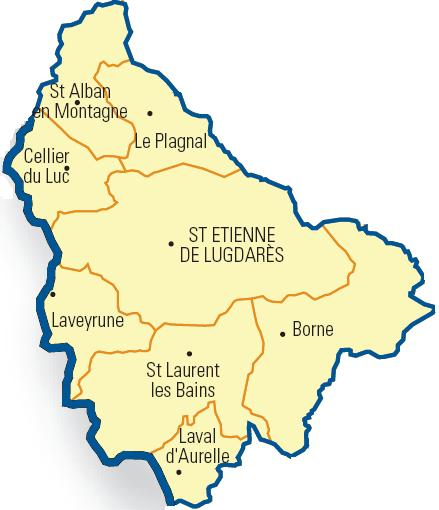
Карта кантона

| Коммуна                | Население, чел. (2006) | Почтовый индекс | Код INSEE |
| ---------------------- | ---------------------- | --------------- | --------- |
| Борн                   | 41                     | 07590           | 07038     |
| Лаваль-д’Орель         | 48                     | 07590           | 07135     |
| Лавейрюн               | 126                    | 48250           | 07136     |
| Ле-Планьяль            | 53                     | 07590           | 07175     |
| Селье-дю-Люк           | 99                     | 07590           | 07047     |
| Сен-Лоран-ле-Бен       | 182                    | 07590           | 07262     |
| Сент-Альбан-ан-Монтань | 72                     | 07590           | 07206     |
| Сент-Этьен-де-Люгдарес | 458                    | 07590           | 07232     |

## Население
Население кантона на 2006 год составляло 1 084 человека.
| 1962  | 1968  | 1975  | 1982  | 1990  | 1999  | 2006  | 2007 | 2008 |
| ----- | ----- | ----- | ----- | ----- | ----- | ----- | ---- | ---- |
| 1 122 | 1 429 | 1 189 | 1 010 | 1 032 | 1 079 | 1 084 | —    | —    |